# Штурм Копенгагена
Штурм Копенгагена (дат. Stormen på København) — сражение Датско-шведской войны 1658—1660 годов, произошедшее 11 февраля 1659 года.

## Предыстория
Когда Дания вступила в Северную войну 1655—1660 годов и начала боевые действия против Швеции, то шведский король Карл X Густав быстро разбил датские войска, оккупировал почти всю Данию и вынудил её подписать Роскилльский мир. Однако шведский король желал вообще стереть Данию с карты Европы, и в том же году началась новая датско-шведская война. Так как шведская армия не покинула Данию после подписания мира, то практически сразу оказалась оккупированной вся датская территория, за исключением столицы государства — Копенгагена. Потерпев неудачу при попытке взятия города приступом, шведы начали осаду, надеясь принудить его к сдаче голодом. Однако ещё со времён англо-голландской войны Нидерланды были союзником Дании. Опасаясь угрозы для своих торговых позиций на Балтике в случае, если Балтийское море превратится в «Шведское озеро», они отправили флот на помощь датчанам. В ноябре 1658 года голландский флот под командованием лейтенант-адмирала Якоба ван Вассенаэра разбил шведский флот в сражении в Эресунне, тем самым сняв блокаду с моря.

## Боевые действия
После снятия морской блокады осада с суши становилась бессмысленной, и единственным шведским шансом становился прямой штурм города, для участия в котором могло быть задействовано порядка 10 тысяч профессиональных солдат. На стенах Копенгагена было свыше 300 разнообразных орудий, для защиты города на стены поднялись вооружённые граждане, разбитые на 9 рот, каждой из которых был поручен для обороны определённый участок стены. Солдаты регулярных датских войск разместились в полевых укреплениях в Кастеллете и Слотсхольмене.

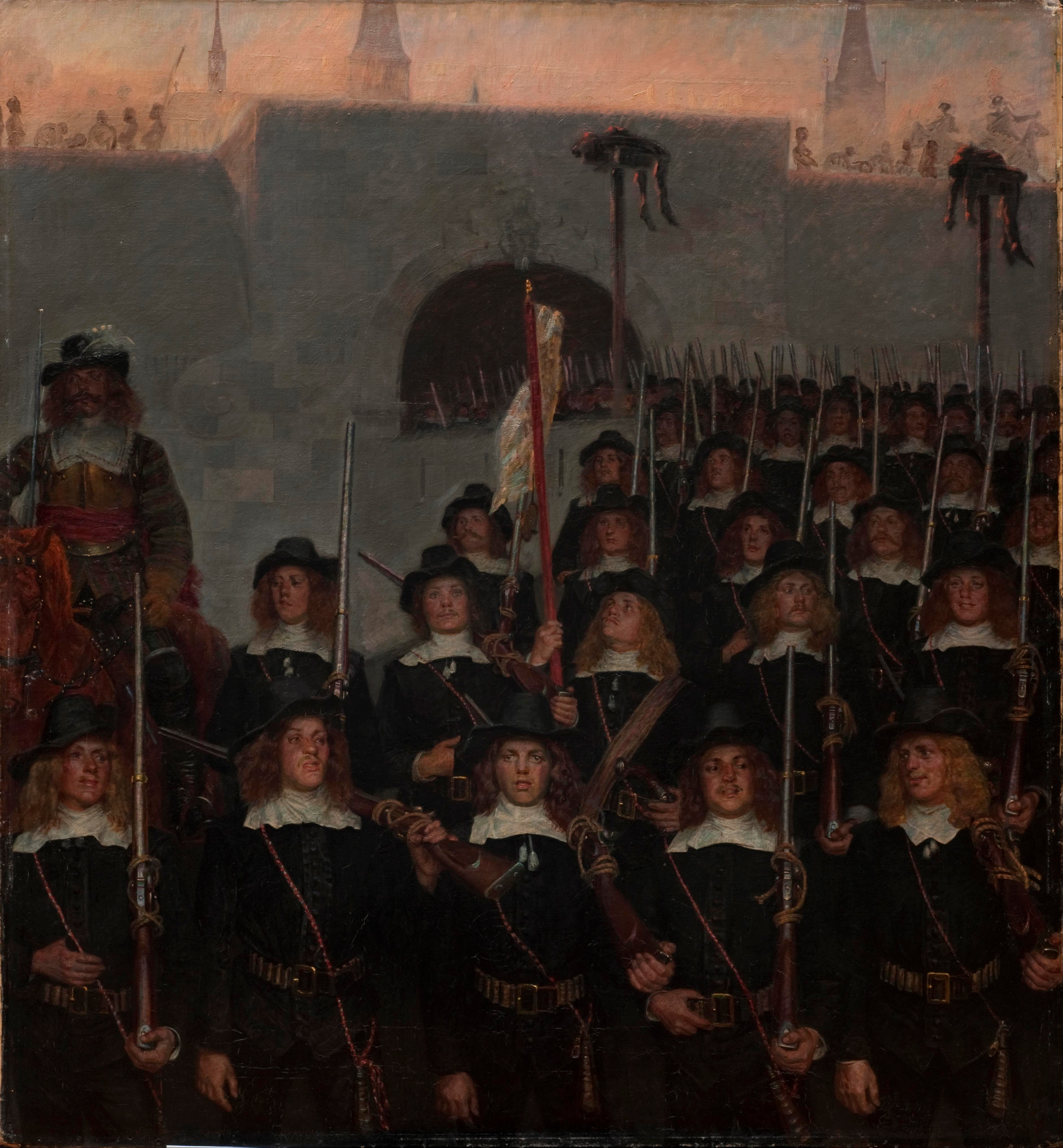
Кристиан Сартман. Студенты уходят на оборону Копенгагена.

Шведы начали приступ с отвлекающей атаки на Слотсхольмен и Кристиансхавн вечером 9 февраля. Атака была отбита, и после отступления шведов датчанам достался один из штурмовых мостиков. После измерения выяснилось, что он имеет длину 12 метров, и датское командование пришло к выводу, что эти мостики можно сделать бесполезными, если свободные ото льда участки крепостного рва будут иметь ширину больше 12 метров.
600 датских моряков было брошено на расчистку ото льда крепостных рвов и побережья. Разбивая толстый лёд в условиях сильного снегопада с 4 часов дня 10 февраля до ночной темноты, они сумели освободить ото льда водное пространство шириной 15 метров.
Разведка доложила, что шведская армия покинула свой лагерь в Карлштаде (в районе Брёнсхёй) и сосредоточилась за холмом Вальбю. В результате, когда шведы в полночь начали штурм, они встретили мощное сопротивление. Основную атаку шведы вели на Кристиансхавн и Вестервольд, однако разбитый лёд и большое количество оружия на укреплениях заставили наступавших плотными массами атакующих заплатить дорогую цену. Тем не менее они сумели взобраться на стены, и началась рукопашная схватка.
Когда шведы осознали, что атака на западную часть стены встретилась с затруднениями, то начали вспомогательную атаку на Остерпорт. Однако когда они пересекали крепостной ров, на них обрушилась неожиданная контратака, и шведы были вынуждены отступить с тяжёлыми потерями.
Около пяти утра шведы отступили. Их потери были весьма заметными: под стенами было обнаружено около 600 трупов, ещё большее количество утонуло в ледяной воде, и многие были ранены. Датчане потеряли убитыми лишь 30 человек.

## Последствия
Весной 1659 года пришёл второй голландский флот под командованием адмирала де Рюйтера, который перерезал шведские линии снабжения, в результате чего шведам пришлось снять осаду.